# Le Philidorien
Le Philidorien – francuskie czasopismo szachowe ukazujące się w Paryżu od 1868 roku. Głównym tematem pisma była teoria i praktyka gry w szachy, oraz zbiory zadań, partii  analizy i komentarze.
Redaktorem naczelnym był Casimir Sanson. Ukazało się  6 numerów tego czasopisma.